# 324
324（三百二十四、三二四、さんびゃくにじゅうよん）は、自然数また整数において、323の次で325の前の数である。

## 性質
- 324は合成数であり、約数は1, 2, 3, 4, 6, 9, 12, 18, 27, 36, 54, 81, 108, 162, 324である。
  - 約数の和は847。
  - 76番目の過剰数である。1つ前は320、次は330。
  - 約数の和が奇数になる30番目の数である。1つ前は289、次は338。
- 18番目の平方数である。1つ前は289、次は361。
  - n = 2 のときの 18n の値とみたとき1つ前は18、次は5832。
  - 十八進法で 100 となる。
  - (三角数 − 1) で表せる2番目の平方数である。1つ前は9、次は11025。(オンライン整数列大辞典の数列 A164080)
- 324 = (2 × 9)2
  - n = 9 のときの (2n)2 の値とみたとき1つ前は256、次は400。(オンライン整数列大辞典の数列 A016742)
- 324 = (3 × 6)2
  - n = 6 のときの (3n)2 の値とみたとき1つ前は225、次は441。(オンライン整数列大辞典の数列 A016766)
  - n = 3 のときの (6n)2 の値とみたとき1つ前は144、次は576。(オンライン整数列大辞典の数列 A016766)
- 91番目のハーシャッド数である。1つ前は322、次は330。
  - 平方数がハーシャッド数になる9番目の数である。1つ前は225、次は400。
  - 9を基とする30番目のハーシャッド数である。1つ前は315、次は333。
- 324 = 4 × 34
  - n = 3 のときの 4n 4 の値とみたとき1つ前は64、次は1024。(オンライン整数列大辞典の数列 A141046)
  - n = 4 のときの n × 3n の値とみたとき1つ前は81、次は1215。(オンライン整数列大辞典の数列 A036290)
- 324 = 22 × 34
  - 2つの異なる素因数の積で p 4 × q 2 の形で表せる2番目の数である。1つ前は144、次は400。(オンライン整数列大辞典の数列 A189988)
  - 2i × 3 j (i ≧ 1, j ≧ 1) で表せる16番目の数である。1つ前は288、次は384。(オンライン整数列大辞典の数列 A033845)
    - この数で表せるN進法での逆数は有限小数になる。
例．1/324 = 1/1300(6) = 0.0004(6) 、1/324 = 1/100(18) = 0.01(18)

  - 九進法では 400 となる。
- 324 = 34 + 35
  - n = 3 のときの n 4 + n 5 の値とみたとき1つ前は48、次は1280。(オンライン整数列大辞典の数列 A101362)
- 324 = 22 + 82 + 162 = 62 + 122 + 122 = 82 + 82 + 142
  - 3つの平方数の和3通りで表せる45番目の数である。1つ前は323、次は334。(オンライン整数列大辞典の数列 A025323)
- 324 = 22 + 82 + 162
  - 異なる3つの平方数の和1通りで表せる92番目の数である。1つ前は323、次は331。(オンライン整数列大辞典の数列 A025339)
- n = 324 のときの n ! − 1 で表せる 324! − 1 は13番目の階乗素数である。1つ前は166、次は379。(オンライン整数列大辞典の数列 A002982)
- 桁で並べ替えをすると連続自然数になる34番目の数である。1つ前は321、次は342。(オンライン整数列大辞典の数列 A288528)
- n = 3 のときの n と 8n を並べてできる数である。1つ前は216、次は432。(オンライン整数列大辞典の数列 A009470)
- 324 = 44 + 43 + 4
  - n = 4 のときの n 4 + n 3 + n の値とみたとき1つ前は111、次は755。(オンライン整数列大辞典の数列 A100606)
- 約数の和が324になる数は3個ある。(170, 214, 265) 約数の和3個で表せる13番目の数である。1つ前は294、次は450。

## その他 324 に関連すること
- 西暦324年
- 紀元前324年
- 年始から数えて324日目は11月20日、閏年は11月19日。
- エッフェル塔の高さは324mである。
- 2001年3月24日に芸予地震が発生した。
- Tu-324 (航空機)
- 第324歩兵師団 (ベトナム陸軍)
- 数字列 324 × 10−2 = 3.24 は16進数における円周率 π の近似値である。(オンライン整数列大辞典の数列 A062964)
- 324（みつよ）はオメでたい頭でなによりのギタリスト